# Torneo Interbritannico 1930
Il Torneo Interbritannico 1930 fu la quarantaduesima edizione del torneo di calcio conteso tra le Home Nations dell'arcipelago britannico. Il torneo fu vinto dalla Nazionale inglese.

## Risultati
| Data             | Luogo   | Squadra 1   | Risultato | Squadra 2   |
| ---------------- | ------- | ----------- | --------- | ----------- |
| 19 ottobre 1929  | Belfast | Irlanda     | 0 - 3     | Inghilterra |
| 26 ottobre 1929  | Cardiff | Galles      | 2 - 4     | Scozia      |
| 22 novembre 1929 | Londra  | Inghilterra | 6 - 0     | Galles      |
| 1º febbraio 1930 | Belfast | Irlanda     | 7 - 0     | Galles      |
| 22 febbraio 1930 | Glasgow | Scozia      | 3 - 1     | Irlanda     |
| 5 aprile 1930    | Londra  | Inghilterra | 5 - 2     | Scozia      |

## Classifica
| Pos | Squadra     | Pti | G | V | N | P | GF | GS |
| --- | ----------- | --- | - | - | - | - | -- | -- |
| 1   | Inghilterra | 6   | 3 | 3 | 0 | 0 | 14 | 2  |
| 2   | Scozia      | 4   | 3 | 2 | 0 | 1 | 9  | 8  |
| 3   | Irlanda     | 2   | 3 | 1 | 0 | 2 | 8  | 6  |
| 4   | Galles      | 0   | 3 | 0 | 0 | 3 | 2  | 17 |